# Oberoende (sannolikhetslära)
Inom sannolikhetsläran sägs två händelser vara oberoende om utfallet av den ena händelsen inte påverkar utfallet av den andra händelsen. Ett exempel på två oberoende händelser, är att kasta två tärningar.
Två händelser A och B är oberoende om och endast om {\displaystyle P(A\cap B)=P(A)\cdot P(B)}
Detta får till följd att {\displaystyle P(A|B)=P(A)\,}, vilket betyder att sannolikheten för A givet att B inträffar är lika stor som sannolikheten för A, det vill säga informationen om att B inträffar tillför ingen extra information om huruvida A inträffar.